# 탁지부
탁지부(度支部) 또는 탁지아문(度支衙門)은 대한제국 당시 정부의 재무(財務)를 총괄하던 관청이다. 조선왕조 시대 6조 관청 가운데 하나인 호조의 기능을 승계한 관청으로, 회계와 출납, 조세, 국채(國債), 화폐, 은행 등에 관한 일체의 사무를 맡아 처리하였으며, 각 지방의 재무를 감독하였다.

## 연혁
- 1894년(고종 31년) 6월 28일, 호조(戶曹)를 탁지아문(度支衙門)으로 개편[1]
- 1895년(고종 32년) 4월 1일, 탁지아문을 탁지부(度支部)로 개편
- 1910년(순종 4년) 8월 29일, 폐지 : 경술국치(庚戌國恥)[2]

## 청사
탁지부 청사는 기존의 호조 청사 자리에 있었다. 현재 주소 체계로는 서울특별시 종로구 세종로 82-14번지의 주한미국대사관 남쪽 부지(미국대사관 공보원 자리)이며, 1907년 4월에 서소문동 신축 청사로 이전하였다.

## 산하 부서
탁지부는 시세국, 사계국, 출납국, 회계국, 서무국을 둔다.

사세국과 사계국은 1등국으로, 출납국은 2등국으로, 회계국과 서무국은 3등국으로 한다.

### 사세국
1. 토지 제도와 조세가 있는 토지에 관한 사항이다.
2. 조세의 부과 징수에 관한 사항이다.
3. 세무(稅務)의 관리, 감독에 관한 사항이다.
4. 세관(稅關)의 감독에 관한 사항이다.
5. 세관의 수출과 수입의 상황 조사에 관한 사항이다.
6. 외국 무역 선박과 수출·수입품의 감독에 관한 사항이다.
7. 관청 소유의 재산 수입, 관영 영업의 이익금과 몰수금, 기타 여러 가지 수입에 관한 사항이다.
8. 지방세에 관한 사항이다.

### 사계국
1. 세입과 세출의 예산과 결산에 관한 사항이다.
2. 예산 항목의 전용과 예산 외의 지출에 관한 사항이다.
3. 지출 예산의 승인에 관한 사항이다.
4. 수입과 지출 항목에 관한 사항이다.
5. 세입과 세출 장부에 관한 사항이다.
6. 여러 가지 경비의 결산 심사에 관한 사항이다.
7. 보호 회사의 회계 감독에 관한 사항이다.
8. 은행에 관한 사항이다.

### 출납국
1. 국고에 속하는 현금과 물품의 관리, 출납에 관한 사항이다.
2. 모든 경비의 지출 집행에 관한 사항이다.
3. 출납 관리(出納官吏)의 감독과 그 보증에 관한 사항이다

### 회계국
1. 본부에서 관리하는 경비의 예산과 결산, 회계에 관한 사항이다.
2. 본부에서 관리하는 관청 소유의 재산과 물품, 그 장부 작성에 관한 사항이다.

### 서무국
1. 국채에 관한 사항이다.
2. 은급(恩給)에 대한 사항이다.
3. 화폐에 관한 사항이다.
4. 지방채(地方債)의 감독에 관한 사항이다.
5. 공문 서류와 성안(成案) 문서의 접수 발송에 관한 사항이다.
6. 통계 보고의 조사에 관한 사항이다.
7. 공문 서류의 편찬 보존에 관한 사항이다.
8. 회계 법규의 제정과 폐지 또는 개정에 대한 성안 조사에 관한 사항이다.
9. 관방(官房)과 각 국의 관리에 속하지 않은 사항이다.

## 관제
| 관직명     | 정원 |
| ---------- | ---- |
| 탁지부대신 | 1인  |
| 탁지부협판 | 1인  |
| 탁지부참의 | 1인  |
| 참서관     | 3인  |
| 재무관     | 14인 |
| 주사       | 64인 |

재무관은 사세국과 사계국에 속하여 그 사무를 맡으며 또 지방의 세무를 감독하고 아울러 각 국의 사무를 돕는다.